# خلیج آنادیر

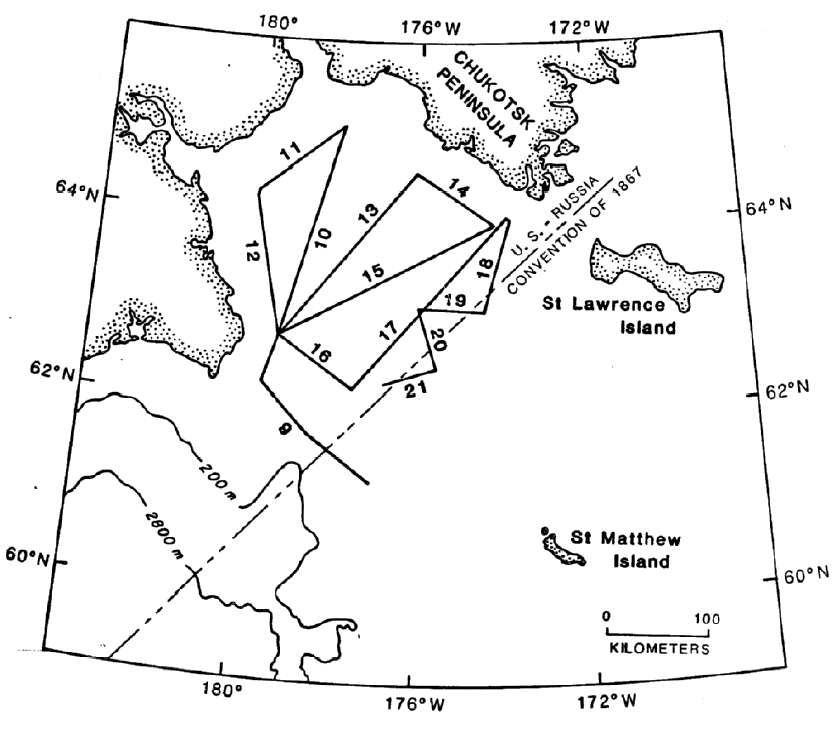
دماغه ناوارین در چپ.

خلیج آنادیر (روسی: Анадырский залив) خلیج بزرگی در دریای برینگ در شمال شرقی سیبری است. مساحت کل آن ۲۰۰ هزار کیلومتر مربع است.

## موقعیت
این خلیج تقریباً مستطیل‌شکل است و به سمت جنوب شرق باز می‌شود. گوشه‌های آن عبارتند از (در جهت عقربه‌های ساعت از جنوب) دماغه ناوارین (یا به گفته برخی منابع، دماغه تادئوس)، خور آنادیر، خلیج کرستا و دماغه چوکوتسکی در شبه‌جزیره چوکچی. پهنای خلیج آنادیر حدود ۴۰۲ کیلومتر است. یک نوارهٔ بلند سنگریزه‌ای در امتداد ساحل شمال شرقی در حدود ۷۲ کیلومتری شرق خلیج کرستا قرار دارد. 
خلیج آنادیر به‌طور معمول ۱۰ ماه در سال پوشیده از یخ است. نهنگ‌هایی مانند نهنگ قطبی و نهنگ خاکستری ممکن است نزدیک به سواحل آن ظاهر شوند. 
شهر آنادیر، مرکز اداری ناحیه خودگردان چوکوتکا، در خور آنادیر واقع شده‌است. بزرگترین سکونتگاه‌های ساحلی بعدی عبارتند از پروویدنیا در کنار خلیج کومسومولسکایا و اگوکینوت در کنار خلیج کرستا.